# Улица Юрия Гагарина (Калининград)
У́лица Ю́рия Гага́рина — улица в Ленинградском районе города Калининграда Калининградской области Российской Федерации.
Получила название после переименования в 1961 году в честь Юрия Алексеевича Гагарина, советского лётчика-космонавта, Героя Советского Союза, совершившего первый полёт человека в космос.

## Расположение
Улица Юрия Гагарина начинается от Королевских ворот, соединяя улицу Литовский вал с выездом из города в сторону посёлка Васильково.

## Здания и сооружения

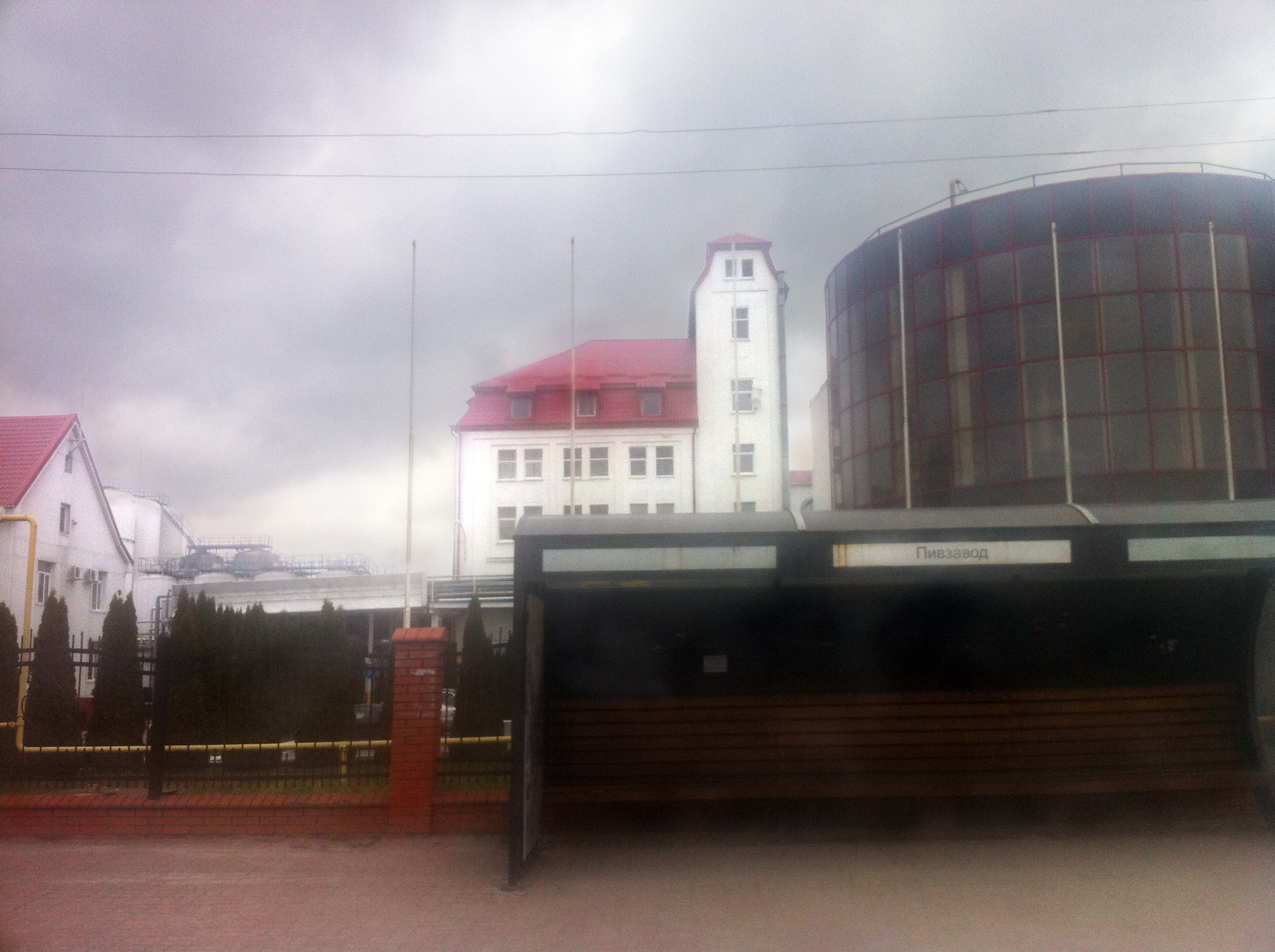
Пивоваренный завод

Вдоль улицы расположены, в основном, жилые дома довоенной постройки, а также несколько хрущёвок, а с середины 2000-х годов — несколько новостроек. На улице располагаются средняя школа № 2 (дом № 55) и основанный в 1910 году пивоваренный завод («Остмарк», ныне принадлежит фирме «Heineken») — дом № 225.

## Транспорт
По улице проходят несколько автобусных маршрутов (маршруты № 11, 17, 24к, в том числе ведущие в Гурьевский район (маршруты № 103, 104, 145, 146 и другие).
С довоенных времён по улице ходили трамваи (маршруты № 4 и 9), но 16 августа 2008 года их движение было прекращено. После этого трамвайные рельсы ещё лежали некоторое время, но потом их сняли в связи с расширением дороги.

## Улицы и переулки, соединяющиеся с улицей Юрия Гагарина

### Улицы
- Улица Фрунзе
- Улица Литовский вал
- Улица Фортовая дорога
- Стрелецкая улица
- Малоярославская улица
- Улица Куйбышева
- Чувашская улица
- Краснодонская улица
- Улица Молодой гвардии
- Аэропортная улица
- Юбилейная улица
- Орудийная улица

### Переулки
- Полевой переулок
- Переулок Юрия Гагарина